# Polisportiva Brindisi Sport 1948-1949
Questa voce raccoglie le informazioni riguardanti  la Polisportiva Brindisi Sport nelle competizioni ufficiali della stagione 1948-1949.

## Rosa
| N. |                   | Ruolo | Calciatore       |
| -- | ----------------- | ----- | ---------------- |
|    | Italia (bandiera) | C     | Ugo Argentieri   |
|    | Italia (bandiera) | C     | Piero Bortoletto |
|    | Italia (bandiera) | A     | Capitanio        |
|    | Italia (bandiera) | C     | Cerutti          |
|    | Italia (bandiera) | D     | Bruno Di Giulio  |
|    | Italia (bandiera) | D     | Dionigio         |
|    | Italia (bandiera) | P     | Aldo Fedi        |
|    | Italia (bandiera) | A     | Giannotta        |
|    | Italia (bandiera) | A     | Antonio Giullo   |

| N. |                   | Ruolo | Calciatore       |
| -- | ----------------- | ----- | ---------------- |
|    | Italia (bandiera) | A     | Alvaro Lasi      |
|    | Italia (bandiera) | C     | Aldo Mainardi    |
|    | Italia (bandiera) | D     | Flavio Maneo     |
|    | Italia (bandiera) | D     | Mioni            |
|    | Italia (bandiera) | A     | Paruzza          |
|    | Italia (bandiera) | A     | Raffaele Pierini |
|    | Italia (bandiera) | P     | Gaetano Renna    |
|    | Italia (bandiera) | D     | Gastone Roscioli |
|    | Italia (bandiera) | D     | Mario Silli      |